# Nazli Madkour
Nazli Madkour —àrab: نازلي مدكور, Nāzlī Madkūr— (1949) és una artista visual egípcia.
Madkour va néixer el 25 de febrer de 1949 al Caire, Egipte. És llicenciada en economia i ciències polítiques per la Universitat del Caire (1971), diplomada en gestió d’administració d’empreses (1977) i màster (1980) per la Universitat Americana del Caire. La seva tesi de màster va ser sobre els programes de defensa egipcis i el seu impacte en el desenvolupament d’Egipte. Va treballar per a les Nacions Unides com a investigadora en planificació familiar del 1972 al 1978 i com a experta econòmica al Centre de Desenvolupament Industrial per als Estats Àrabs abans de convertir-se en artista a temps complet el 1981.
Madkour ha realitzat exposicions individuals des de 1982 a moltes galeries d’Egipte i d'altres llocs, i les seves obres es troben en col·leccions incloses les del Museu d’Art Modern Egipci i el Murray Edwards College de Cambridge. El 1989 va escriure un llibre en àrab el títol del qual es tradueix com Dones egípcies i creativitat artística, publicat per Association of Arab Women Solidarity. Quatre anys més tard va ser reeditat en anglès pel Departament d’Informació de l’Estat com a Dones i Art a Egipte. El 2005 va il·lustrar una edició limitada de Nits i dies Àrabs de Naguib Mahfouz per al American Limited Editions Club, gravats que es van exposar a la Corcoran Gallery de Washington, DC el 2005.

## Obra
- Madkour, Nazli. Women and art in Egypt.  Arab Republic of Egypt, State Information Service, 1991.[8]
- Mahfouz, Naguib; Seven original seriagraph prints by Nazli Madkour. Arabian Nights and Days.  Nova York: Limited Editions Club, 2005.[1][3]